# حاجی‌آباد (قائم‌شهر)
حاجی‌آباد، روستایی است از توابع بخش مرکزی شهرستان قائم‌شهر در استان مازندران ایران.

## جمعیت
این روستا در نوکندکلا قرار داشته و براساس آخرین سرشماری مرکز آمار ایران که در سال ۱۳۸۵ صورت گرفته، جمعیت آن ۵۹۴نفر (۱۵۰خانوار) بوده‌است.
مجاورت آن به شهرک امام خمینی و روستای نوده میباشد.